# Abba transversa
Abba transversa là một loài nhện thợ dệt hình cầu (họ Araneidae), được tìm thấy ở Queensland và New South Wales, Úc. Abba transversa là loài duy nhất trong chi Abba.